# Close to Seven
Close to Seven è un album della cantante tedesca Sandra, pubblicato il 2 febbraio 1992 dall'etichetta discografica Virgin.
Dall'album sono stati estratti i singoli Don't Be Aggressive e I Need Love.

## Tracce
CD (Virgin 262 576 / EAN 5012981957629)
CD (EMI 0777 7 86318 2 8 (EMI)
CD (Virgin CDVIR 13
LP (Virgin 212 576
LP (Virgin LPVIR 13
1. Don't Be Aggressive - 4:45 (Michael Cretu, Klaus Hirschburger)
2. Mirrored in Your Eyes - 3:26 (Peter Cornelius, Michael Cretu)
3. I Need Love - 3:24 (Michael Cretu, Klaus Hirschburger)
4. No Taboo - 3:50 (Michael Cretu, David Fairstein)
5. When The Rain Doesn't Come - 4:43 (Michael Cretu, Sandra Cretu)
6. Steady Me - 3:57 (Peter Cornelius, Michael Cretu, Klaus Hirschburger)
7. Shadows - 3:50 (Michael Cretu, Klaus Hirschburger)
8. Seal It Forever - 4:51 (Michael Cretu, Klaus Hirschburger)
9. Love Turns to Pain - 4:59 (Michael Cretu, Klaus Hirschburger)
10. Your Way to India - 6:01 (Michael Cretu, Klaus Hirschburger)

## Classifiche
| Classifica (1992) | Posizione raggiunta |
| ----------------- | ------------------- |
| Germania          | 7                   |
| Svizzera          | 13                  |
| Norvegia          | 20                  |
| Austria           | 26                  |
| Svezia            | 27                  |